# Das letzte Fort (1928)
Das letzte Fort ist ein im nordafrikanischen Legionärsumfeld spielender, deutscher Abenteuer-Stummfilm aus dem Jahre 1928. Unter der Regie von Kurt Bernhardt spielen Heinrich George, Alexander Granach und Fritz Odemar die Hauptrollen.

## Handlung
Im Zentrum der Handlung stehen drei Männer, die einst sehr viel Pech mit Frauen hatten und sich deshalb entschlossen, in einer Männerwelt der Abenteuer, des Kampfs und der Exotik zu beweisen, dass sie noch „ganze Kerle“ sind. In der syrischen Wüste finden sie das begehrte „große Abenteuer“. Dort schließen sie sich mehreren Arabern an, die mit verbissener Härte ein Fort gegen die anrückenden französischen Kolonialtruppen verteidigen sollen. Lange Zeit herrscht vor Ort jedoch nur alltägliches Einerlei, und die Langeweile ist für die meisten nervenaufreibend und ermüdend. Das ändert sich schlagartig, als eines Tages Yvonne Leblanc, die Tochter des vor Ort gefangen gehaltenen französischen Majors Leblanc das Fort betritt. Sie plant nicht weniger, als ihren Vater zu befreien, und das glaubt sie am besten zu erreichen, in dem sie den Männer den Kopf verdreht. 
Bald entsteht ein harter Konkurrenzkampf zwischen den drei Europäern des Forts, zwischen Leutnant Brand und den beiden Soldaten Croff und Gestino. Sexuelle Gier bei den ausgehungerten Söldnern macht sich breit, und bald sind alle zivilisatorischen Normen vergessen. Besonders der grobschlächtige Croff, der Yvonne zu vergewaltigen versucht, aber auch sein Kumpel Gestino, verhalten sich immer mehr wie Wilde. Einmal würfeln sie sogar um die verführerische Französin. Leutnant Brand sieht sich angesichts drohender Übergriffe seiner beiden Kameraden bald dazu genötigt, sich schützend vor Yvonne zu stellen. Im Lauf der Zeit verliebt er sich in sie. Brand ist es auch, der ihr schließlich dabei hilft, mit ihrem Vater zu fliehen, doch dann erwacht im letzten Augenblick in ihm wieder das soldatische Pflichtgefühl, und er bleibt in der finalen Schlacht gegen die anstürmenden Franzosen an der Seite seiner hemmungslosen und verrohten Kameraden, um mit ihnen gemeinsam zu fallen.

## Produktionsnotizen
Das letzte Fort entstand in Tunesien (Außenaufnahmen). Der Film passierte am 3. November 1928 die Zensur und wurde am 9. Juli 1929 in Berlins Titania-Palast erstaufgeführt. Wann und wo die Uraufführung stattfand, ist derzeit nicht auszumachen. Der Film besaß sechs Akte, verteilt auf 2281 Meter, und wurde mit Jugendverbot belegt. 
Julius von Borsody entwarf die Filmbauten, Georg C. Horsetzky war Produktionsleiter. Robert Siodmak assistierte Regisseur Bernhardt. Curt J. Braun und Marcel Hellmann lieferten die Filmidee.
Der Film hatte von Anbeginn (Oktober 1928) beträchtliche Zensurschwierigkeiten und musste insgesamt fünfmal den Behörden vorgelegt werden. Kritisiert wurden mehrfach alle Szenen, die die sexuelle Notsituation der Männer im Fort thematisierten und zeigten, inklusive der Würfelszene, des Missbrauchs und des Vergewaltigungsversuchs, sowie des einen oder anderen Gewaltexzesses. Unter Entfernung der entsprechenden Szenen wurde der Film bereits im November 1928 zugelassen, ein Jugendverbot wurde erteilt.

## Kritiken
„Kurt Bernhard … hat sich mit spürbarem Können für den Film eingesetzt. Er versteht aus den Szenen herauszuholen, was herausgeholt werden sollte. Sorgfältige Kleinarbeit, wie viele eigenwillige Passagen, sind ebenso wie andererseits bestes Tempo zu konstatieren. (…) In der Führung und Bewegung großer Massen, wie im Aufbauen und Durchführen auch der komplizierten Vorgänge verrät die Inszenierung Bernhards wieder beste handwerkliche Sicherheit. Heinrich George hat eine Rolle, in der er seinem Temperament alle Zügel schießen lassen kann. (…) Alexander Granachs tückischer und unberechenbarer Kobold von Gestino ist mit die schauspielerisch reizvollste Leistung des Films … Albert Steinrück fesselt für wenige Minuten wieder stärkstens. Es gelingt ihm, der grobgezeichneten Figur des Kommandanten durchaus menschliche Züge zu geben. Deplaciert Maria Paudler als Yvonne. Mit ihrer derben Frische und kessen Körperlichkeit waren die erotischen Möglichkeiten der Hauptszenen nicht zu erschöpfen.“

Paimann’s Filmlisten resümierte: „Nach einer recht originellen Exposition setzt sich die Handlung auf einem ziemlich beschränktem Schauplatze fort, sodaß nur die kontinuierliche Regieführung und die vorzügliche Darstellung aller Rollen das Ganze vor Längen bewahren.“